# Bet din
Bet Din betyder direkte oversat "domhus" på hebraisk, altså domstol. Det er i den moderne verden udtryk for en religiøs jødisk domstol.
| Jødedom | Spire Denne artikel om jødedom er en spire som bør udbygges. Du er velkommen til at hjælpe Wikipedia ved at udvide den. |